# Pianotrio Nr. 2 (Schubert)
Pianotrio Nr. 2 in Es-groot (D 929) van Franz Schubert is een kamermuziekwerk dat hij schreef in november 1827. Tevens is het een van de laatste composities die de componist schreef voor zijn overlijden in november 1828. Het tweede deel van het pianotrio, het Andante con moto is verreweg het beroemdste deel van de compositie. Schubert heeft zich voor de melodie laten inspireren door het Zweedse lied Se solen sjunker (Zie de zonsondergang). Net als Schuberts eerste pianotrio is dit tweede pianotrio, met een gemiddelde speelduur van 50 minuten, in vergelijking, langer dan andere pianotrio's uit de eerste helft van de 19e eeuw.

## Structuur
Het pianotrio bestaat uit vier delen.
- I. Allegro
- II. Andante con moto
- III. Scherzo: Allegro moderato
- IV. Allegro moderato